# Норвегия на «Евровидении-2000»
Норвегия участвовала в сорок пятом выпуске телевизионного конкурса Евровидение-2000, который состоялся 13 мая в Глобен-арене Стокгольма, Швеция. Страну представляла женская поп-группа Charmed с композицией My Heart Goes Boom («Моё сердце стучит»), написанной Тором Мадсеном и Мортеном Генриксеном. По итогам голосования они заняли 11-е место из 24, набрав 57 очков. Тем не менее, My Heart Goes Boom стала предшественницей норвежской заявки на Евровидение-2001 On My Own в исполнении Хальдура Легрейда. Конкурс был показан NRK на канале NRK1 с комментариями Йостейна Педерсена и транслировался по радио NRK P1 с комментариями Стейна Дага Йенсена. Глашатаем, объявлявшим очки норвежских телезрителей, была Марит Ослейн.

## Предыстория
К моменту своего участия в конкурсе 2000 года Норвегия участвовала на Евровидение 39 раз с момента своего дебюта в 1960 году. Страна дважды выигрывала конкурс: в 1985 году с песней La det swinge в исполнении группы Bobbysocks!, и в 1995 году с композицией Nocturne в исполнении группы Secret Garden. Норвегия также организовывала и принимала конкурс у себя дважды: в 1986 году в Бергене и в 1996 году в Осло. У Норвегии также было два сомнительных достижения: она финишировала последней в финале Евровидения больше, чем любая другая страна, и набрала наибольшее количество «нулевых баллов» в конкурсе, причём последнее является рекордом, который страна разделила вместе с Австрией. Страна семь раз финишировала последней и не смогла набрать ни одного очка в четырех соревнованиях. Последний раз это произошло в 1997 году с песней San Francisco в исполнении Тора Эндресена.

## До «Евровидения»

### Melodi Grand Prix 2000
Норвежский вещатель Norsk rikskringkasting (NRK) с 1960 года отвечает за участие Норвегии на Евровидение и организацию выбора заявки для участия в конкурсе. С 1960 года NRK организовывает проведение национального финала под названием Melodi Grand Prix по аналогии со шведским, датским и финским отборами. Этот формат применялся вещателем ежегодно, за исключением 1991 года, когда артист и песня были выбраны внутри телекомпании. Melodi Grand Prix 2000 состоялся 4 марта в телестудии NRK1 в Осло. Ведущими были Ханс Кристиан Андерсен и Стин Буер. Финал состоял из двух раундов. В первом раунде прозвучало десять песен, четыре из которых прошло во второй раунд (суперфинал) посредством суммы голосов от телезрителей из пяти регионов Норвегии (5/7) и голосов от пяти членов жюри (2/7). В суперфинале телезрители номинировали 8, 10 и 12 очков каждой полюбившейся им песне, а очки от каждого члена жюри суммировались и выводились отдельно от голосов телезрителей. Все композиции были исполнены на английском языке. Среди конкурсантов Melodi Grand Prix 2000 был Ян Вернер Даниэльсен, который представлял Норвегию на Евровидение-1994 в дуэте с Элизабет Андреассен.
| Порядковый номер | Исполнитель          | Название песни             | Автор(ы)                                   | Голоса жюри | Голоса телезрителей | Всего | Место |
| ---------------- | -------------------- | -------------------------- | ------------------------------------------ | ----------- | ------------------- | ----- | ----- |
| 1                | Charmed              | My Heart Goes Boom         | Мортен Генриксен, Тор Мадсен               | 16          | 56                  | 72    | 1     |
| 2                | Sha-Boom             | Let’s Go All the Way       | Даг Финн Стрём, Сигурд Рёснес, Оле Эвенруд | 2           | 5                   | 7     | 10    |
| 3                | Йорун Эрдаль         | Another You                | Пер Ойстейн Сёренсен, Кари Ивелан          | 6           | 42                  | 48    | 4     |
| 4                | Мариус Гофф          | She’s My Baby              | Кристиан Ингебригтсен                      | 14          | 17                  | 31    | 6     |
| 5                | Arnold B Family      | When I Am Looking          | Томас Бёруд, Арнольд Бёруд                 | 8           | 21                  | 29    | 7     |
| 6                | Wentzel              | If                         | Хильде Гельдберг, Кари Ивелан              | 24          | 35                  | 59    | 3     |
| 7                | Астри                | I Never Stopped Lovin' You | Джимми Джеймс Экгрен, Сигурд Рёснес        | 4           | 25                  | 29    | 7     |
| 8                | Мириам Мерседес      | Trying to Forget U         | Андерс Моберг                              | 10          | 10                  | 20    | 9     |
| 9                | Kine                 | Wings of Love              | Кеннет Эриксен, Вилли Людвигсен            | 20          | 27                  | 47    | 5     |
| 10               | Ян Вернер Даниэльсен | One More Time              | Аре Сигвардсен                             | 12          | 52                  | 64    | 2     |

| Порядковый номер | Исполнитель          | Название песни     | Очки | Место |
| ---------------- | -------------------- | ------------------ | ---- | ----- |
| 1                | Charmed              | My Heart Goes Boom | 84   | 1     |
| 2                | Йорун Эрдаль         | Another You        | 0    | 4     |
| 3                | Wentzel              | If                 | 60   | 3     |
| 4                | Ян Вернер Даниэльсен | One More Time      | 66   | 2     |

## На «Евровидении»
Согласно правилам конкурса Евровидение-2000 к участию допускаются страна-победительница прошлого выпуска, члены клуба «большой четвёрки» (Великобритания, Германия, Испания и Франция), 13 стран, имеющих высокий средний балл по итогам прошлых пяти конкурсов и те страны, которые не участвовали в предыдущем выпуске, но транслировали его. Средний балл Норвегии составлял 75,2, и поэтому она была допущена к участию. 21 ноября 1999 года была проведена жеребьёвка по распределению очерёдности мест, и Charmed выступали под номером 8, между Мальтой и Россией. Хотя Норвегия по мнению букмекеров была одним из фаворитов на победу, наряду с Эстонией, Ирландией и Нидерландами, по итогам голосования она заняла 11-е место из 24, набрав 57 очков. Данный результат позволил стране принять участие на Евровидение-2001. Также Норвегия была одной из многих стран, использовавших телеголосование. 12 очков норвежские телезрители присудили стране-дебютантке конкурса, Латвии и 8 очков России. Россия не присудила Норвегии ни одного очка.

### Голосование
| Очки      | Страна                                |
| --------- | ------------------------------------- |
| 12 баллов |                                       |
| 10 баллов | - Турция                              |
| 8 баллов  |                                       |
| 7 баллов  | - Дания - Израиль - Исландия - Швеция |
| 6 баллов  | - Латвия                              |
| 5 баллов  |                                       |
| 4 балла   | - Ирландия                            |
| 3 балла   | - Великобритания - Мальта - Эстония   |
| 2 балла   |                                       |
| 1 балл    |                                       |

| Очки      | Страна   |
| --------- | -------- |
| 12 баллов | Латвия   |
| 10 баллов | Дания    |
| 8 баллов  | Россия   |
| 7 баллов  | Исландия |
| 6 баллов  | Ирландия |
| 5 баллов  | Швеция   |
| 4 балла   | Эстония  |
| 3 балла   | Германия |
| 2 балла   | Мальта   |
| 1 балл    | Турция   |